# 2120 Tyumenia
2120 Tyumenia (1967 RM) là một tiểu hành tinh vành đai chính được phát hiện ngày 9 tháng 9 năm 1967 bởi Tamara Mikhaylovna Smirnova ở Đài vật lý thiên văn Crimean.
Nó được đặt theo tên Tyumen Oblast ở Nga.